# Portrait du prince Alexandre Farnèse
Portrait du prince Alexandre Farnèse est un tableau réalisé par la peintre italienne Sofonisba Anguissola vers 1560. Cette huile sur toile est un portrait à mi-cuisses du jeune prince Alexandre Farnèse richement vêtu devant un fond noir. Achetée en 1864, l'œuvre est conservée à la Galerie nationale d'Irlande, à Dublin, en Irlande. 